# SpaceShipTwo
SpaceShipTwo (SS2) – suborbitalny załogowy statek kosmiczny firmy Scaled Composites (jako model 339), przeznaczony do celów turystyki kosmicznej. Przedsiębiorstwo Virgin Galactic planowało utrzymywanie floty pięciu takich statków, które począwszy od końca 2014 r. miały zabierać turystów kosmicznych w balistyczne loty suborbitalne.

## Opis statku
Projekt statku kosmicznego SpaceShipTwo oparty jest na projekcie mniejszego statku SpaceShipOne. SpaceShipTwo zabiera osiem osób: dwoje pilotów i sześcioro pasażerów. Apogeum lotów wynosi około 80 km. Prędkość maksymalna wynosi 4000 km/godz., osiągana jest ona dzięki wykorzystaniu rakietowego silnika hybrydowego. Jest on odpalany na wysokości około 15 km (50 000 stóp) z macierzystego statku WhiteKnightTwo. Kabina SpaceShipTwo ma długość 3,66 m, średnicę 2,28 m, rozpiętość skrzydeł wynosi 8,23 m, całkowita długość 18,29 m, wysokość 4,57 m. Ponieważ prędkość statku jest stosunkowo niewielka w porównaniu ze statkami orbitalnymi, powrót na Ziemię będzie odbywa się lotem ślizgowym dzięki użyciu skrzydeł. Kabina pasażerów jest wyposażona w okna o średnicy 43 i 33 cm, podczas lądowania fotele są rozkładane w celu zmniejszenia efektów dużego przeciążenia. W sytuacji zagrożenia pojazd może wykonać lądowanie awaryjne.

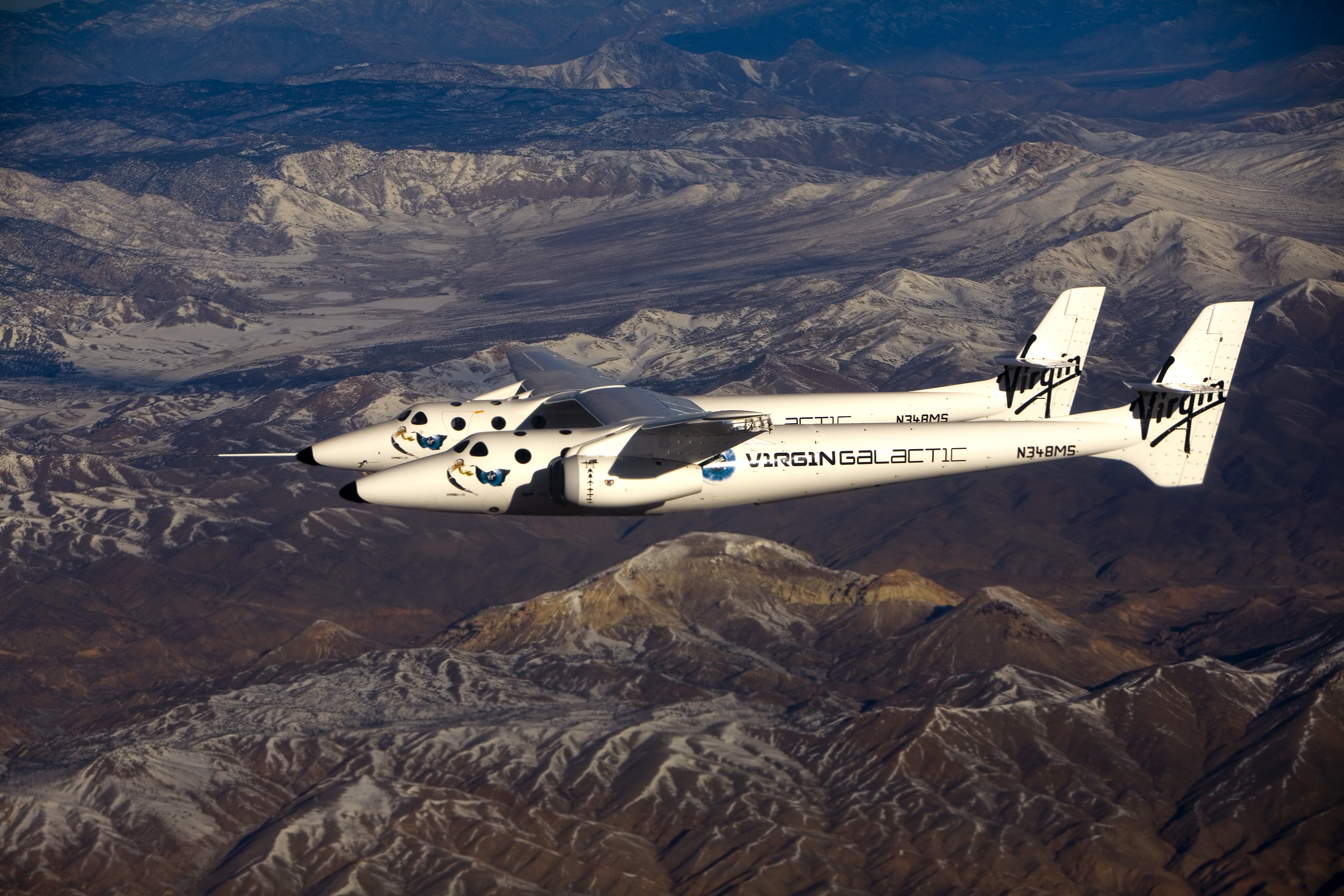
WhiteKnightTwo (VMS Eve) podczas pierwszego lotu w 2008 r.

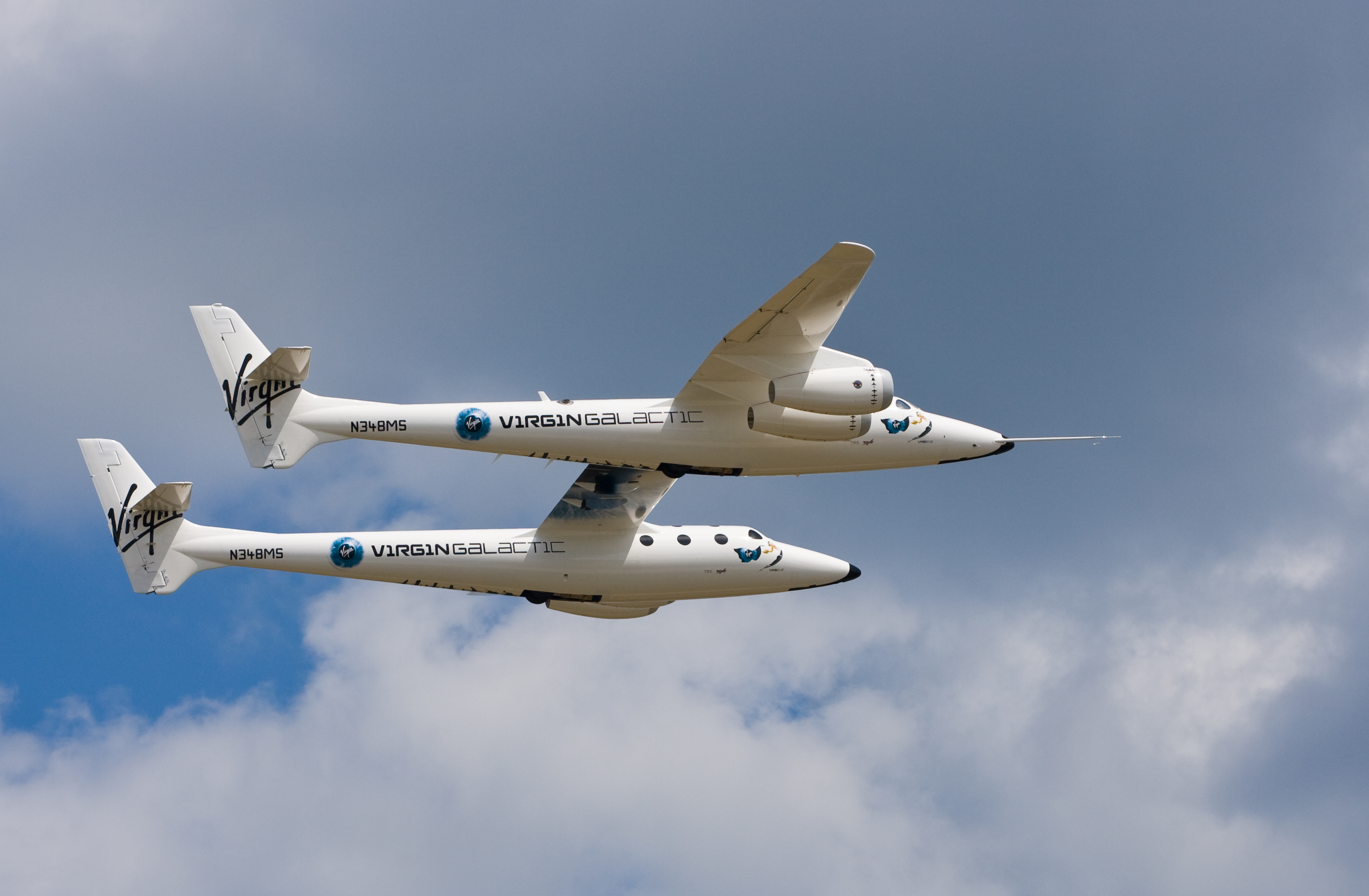
WhiteKnightTwo (VMS Eve) w 2009 r.

## Wydarzenia
Projektowanie statku zakończono w roku 2005, a budowę nowych pojazdów rozpoczęto w marcu 2006 roku. We wrześniu 2006 r. zaprezentowano model kabiny pasażerskiej statku SpaceShipTwo.
27 lipca 2007 podczas testowania silnika rakietowego SpaceShipTwo doszło do eksplozji. Dwóch pracowników Scaled Composites zginęło na miejscu, a jeden zmarł w szpitalu na skutek odniesionych ran. Trzy inne osoby zostały ranne. Test silnika był prowadzony w budynkach należących do bazy lotniczej na pustyni Mojave.
Virgin Galactic, zarządzająca w przyszłości lotami, będzie dysponowała pięcioma takimi statkami oraz wyłącznością ich użytkowania w ciągu kilku pierwszych lat. W październiku 2007 r. nadano dwóm z nich nazwy: VSS (Virgin Space Ship) Enterprise i VSS Voyager. Statek macierzysty WhiteKnightTwo nazwano VMS (Virgin Mothership) Eve.
Projekt statku został przedstawiony prasie w styczniu 2008 r. wraz z informacją, że stopień zaawansowania prac wykonanych przy nim wynosi około 60%.
10 października 2010, pomyślnie przeprowadzono pierwszą próbę odłączenia VSS Enterprise od macierzystego VMS Eve, zakończoną samodzielnym lądowaniem. 4 maja 2011, w locie ślizgowym przeprowadzono udaną próbę lotu w konfiguracji pozwalającej na powrót w atmosferę (ang. „feathered configuration”). 29 kwietnia 2013, pomyślny lot testowy z odpaleniem silników rakietowych, została przekroczona prędkość dźwięku. 31 października 2014 roku statek uległ katastrofie rozpadając się nad pustynią Mojave w Kalifornii wskutek błędu pilota.
W 2005 r. Virgin Galactic oświadczyła, że po pomyślnym wprowadzeniu do służby statków SpaceShipTwo, zostaną podjęte prace nad statkiem orbitalnym, SpaceShipThree (SS3).

## Loty komercyjne
Lot trwa około 2,5 godziny, z czego tylko kilka minut jest w przestrzeni kosmicznej w stanie nieważkości. Cena od jednego pasażera wynosi 450 000 dolarów. Ponad 600 osób, które kupiły bilety za cenę 250 tys. dolarów, gdy Virgin Galactic sprzedawało swoją pierwszą partię biletów prawie dziesięć lat temu znajduje się już na liście oczekujących na swoją szansę odbycia podróży na skraj Kosmosu. Planuje się przeprowadzanie startów co tydzień. W grudniu 2007 r. Virgin Galactic dysponowała 200 zgłoszeniami przedpłat. 95 proc. chętnych przeszło testy przeciążeń do 6–8 g. Bilety zarezerwowali między innymi Brad Pitt, Angelina Jolie, Stephen Hawking, Michael Schumacher, Tom Hanks, Ashton Kutcher, Justin Bieber czy Katy Perry. W marcu 2012 poinformowano, że jako 500. klient na listę chętnych do lotu zapisał się amerykański aktor Ashton Kutcher.

## Miejsce startów
Podczas lotów testowych statki SpaceShipTwo startują z kosmodromu na pustyni Mojave w Kalifornii. Starty komercyjne będą się odbywały ze Spaceport America w Nowym Meksyku, który stanie się stałym miejscem startów lotów komercyjnych.